# The Legend
The Legend in Holiday World (Santa Claus, Indiana, USA) ist eine Holzachterbahn des Herstellers Custom Coasters International, die am 6. Mai 2000 eröffnet wurde. Sie wurde vom Designer Larry Bill konstruiert. 
Die Thematisierung basiert auf Washington Irvings Erzählung Die Legende von Sleepy Hollow. So rasen die Fahrgäste durch den Wald während sie vom unbarmherzigen kopflosen Reiter gejagt werden.
Die Fahrt beinhaltet vier Tunnel, davon einer unterirdisch, sowie eine 34 m hohe Abfahrt, eine 23 m hohe Spiralabfahrt und eine weitere 20 m hohe Abfahrt. Des Weiteren beinhaltet die Fahrt eine doppelte Helix.

## Bilder

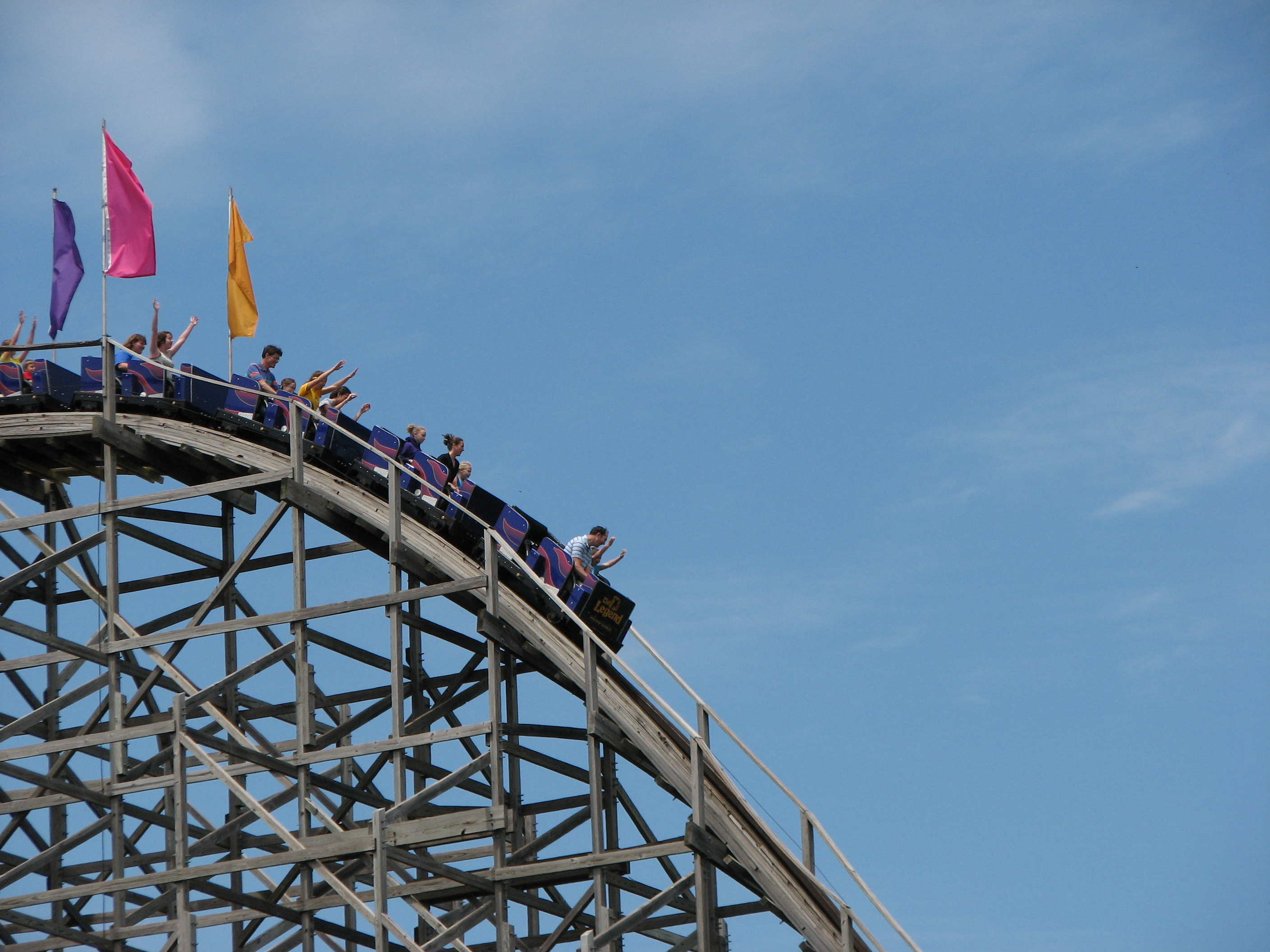
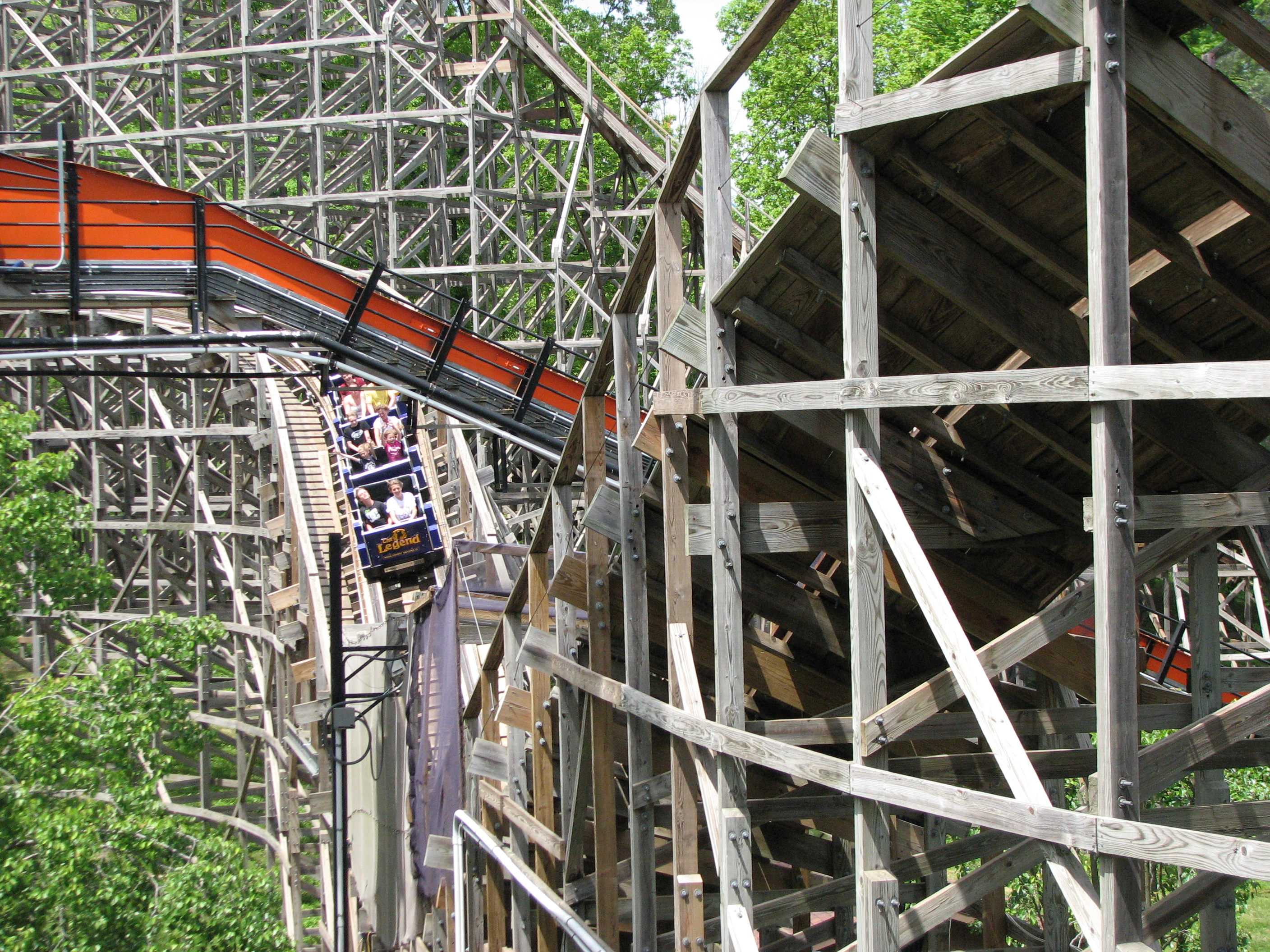
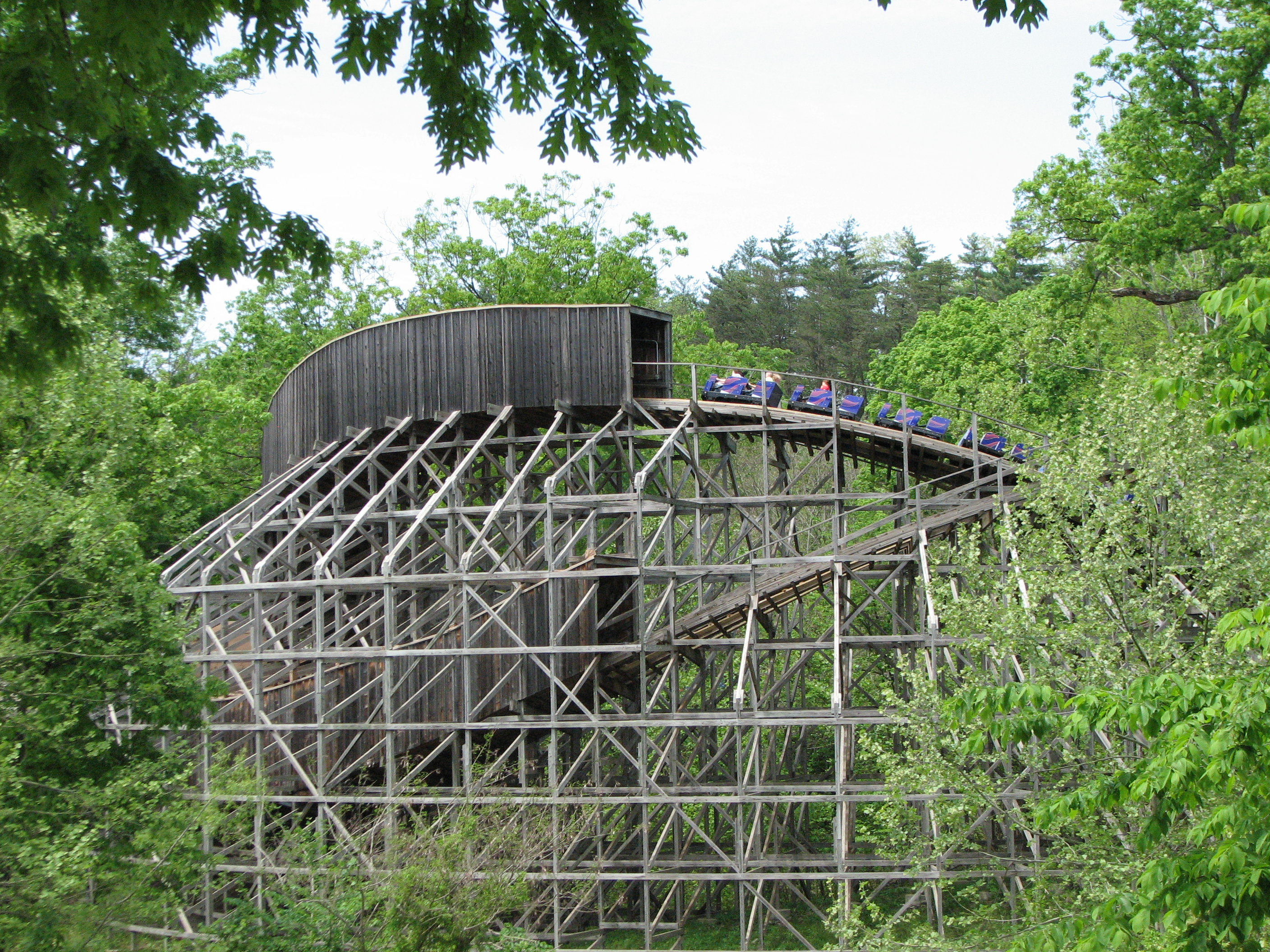
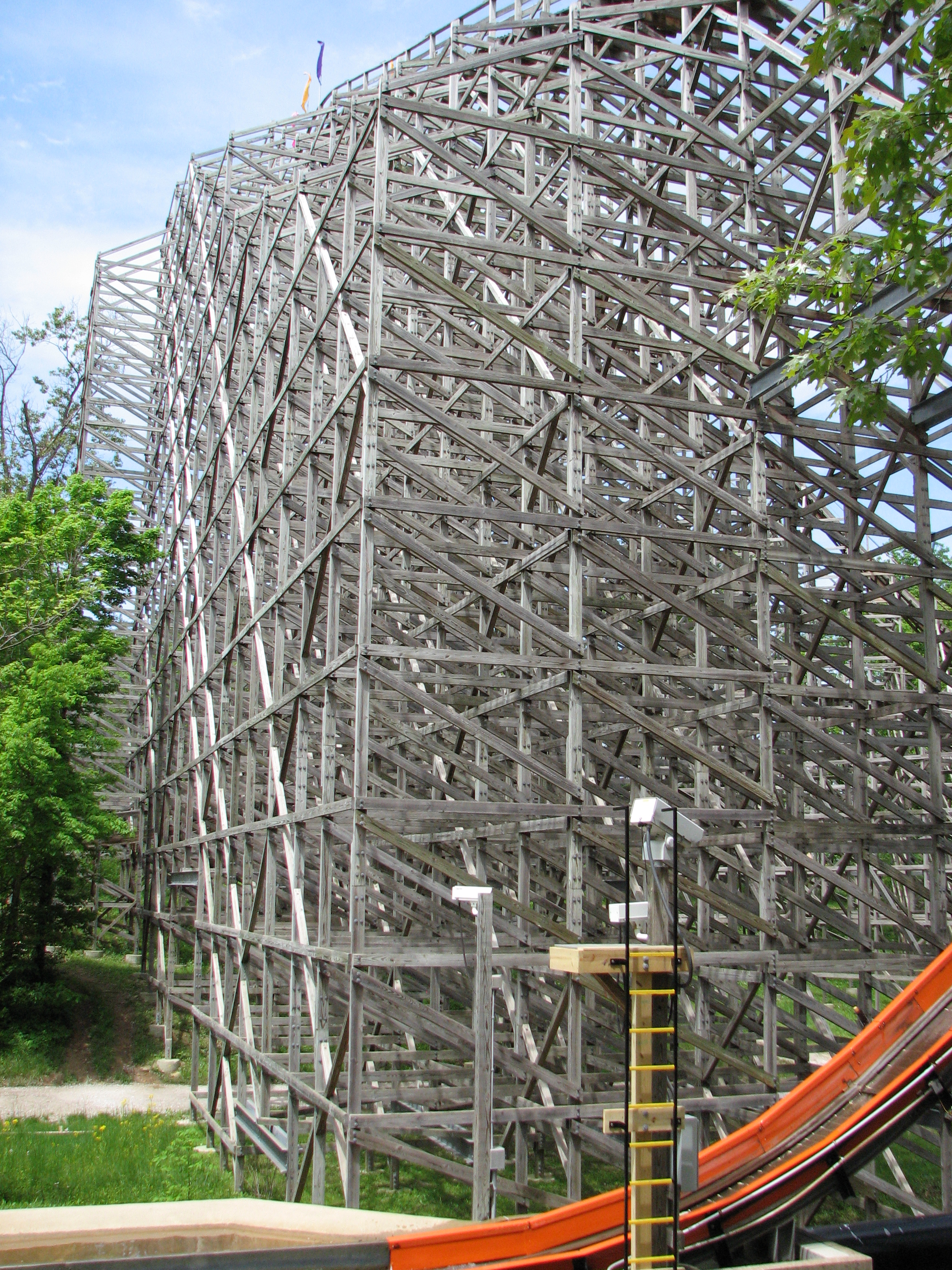

## Züge
The Legend besitzt zwei Züge des Herstellers Philadelphia Toboggan Coasters mit jeweils sechs Wagen. In jedem Wagen können vier Personen (zwei Reihen à zwei Personen) Platz nehmen. Ursprünglich war Raven mit nur einem Zug von Gerstlauer Amusement Rides ausgestattet. Dieser wurde im Jahr 2002 durch zwei Züge von PTC ersetzt. Die Fahrgäste müssen mindestens 1,22 m groß sein, um mitfahren zu dürfen.